# کلارنس کراکت (نوعی ماهی زیستگر در سطح اب)
کلارنس کراکت (نوعی ماهی زیستگر در سطح اب) (به انگلیسی: Clarence Crockett (skipjack)) یک کشتی است که طول آن ۴۴٫۶ فوت (۱۳٫۶ متر) می‌باشد.